# Helge Holden
Helge Holden (* 28 de setembro de 1956) é um matemático norueguês que trabalha no campo no campo de equações diferenciais e física matemática. Ele presidiu a Real Sociedade Norueguesa de Ciências e Letras de 2014 a 2016.
Ele obteve o diploma PhD na Universidade de Oslo em 1985. O título de sua dissertação com Raphael Høegh-Krohn foi Point Interactions and the Short-Range Expansion. A Solvable Model in Quantum Mechanics and Its Approximation. Foi foi nomeado professor do Instituto Norueguês de Tecnologia, hoje: a Universidade Norueguesa de Ciência e Tecnologia em 1991. Seus interesses de pesquisa são equações diferenciais, física matemática, em particular Equação diferencial parcial hiperbólica - sistema hiperbólico e leis de conservação; sistemas completamente integráveis, análise estocástica, e fluxo em meios porosos.
Em 2014 tornou-se presidente do conselho de administração do fundo Prémio Abel.
Holden é membro da Sociedade Real Norueguesa de Ciências e Letras, da Academia Norueguesa de Literatura e Ciências
 e da  Academia Norueguesa de Literatura e Ciências.
Em 2013 se tornou membro da American Mathematical Society, por "contribuições para equações diferenciais parciais".
Holden foi eleito membro da Sociedade de Matemática Industrial e Aplicada em 2017, "por contribuições para equações diferenciais parciais não lineares e campos relacionados, para a administração de pesquisa e para a disseminação da matemática".
Holden em 2022 foi premiado com a Medalha Gunnerus por seu desempenho acadêmico. A Medalha Gunnerus é concedida pela Royal Norwegian Society of Sciences and Letters.
É irmão do professor de Economia Steinar Holden